# Isla Pelican (Antigua y Barbuda)
La Isla Pelican (en inglés: Pelican Island) es el nombre que recibe un islote que se encuentra en la costa noreste de la mucho más grande isla de Antigua, en las Antillas Menores, específicamente en el extremo oriental de la Bahía Creek Mercers e inmediatamente al este de la isla Crump, en el país caribeño de Antigua y Barbuda.